# Sorocephalus tenuifolius
Sorocephalus tenuifolius är en tvåhjärtbladig växtart som beskrevs av Robert Brown. Sorocephalus tenuifolius ingår i släktet Sorocephalus och familjen Proteaceae. Inga underarter finns listade i Catalogue of Life.